# 紀元前130年
紀元前130年（きげんぜん130ねん）は、ローマ暦の年である。

## 他の紀年法
- 干支 : 辛亥
- 日本
  - 開化天皇28年
  - 皇紀531年
- 中国
  - 前漢 : 元光5年
- 朝鮮
  - 檀紀2204年
- 仏滅紀元 : 415年
- ユダヤ暦 : 3631年 - 3632年

## 死去
- パクウィウス（英語版） - 悲劇詩人。タレントゥム（現在のターラント）で死亡（紀元前220年生）